# Allen Young
Sir Allen William Young (Twickenham, 12 décembre 1827 - Londres, 20 novembre 1915) est un navigateur et explorateur britannique.

## Biographie
Allen Young commence sa carrière en 1842 comme midshipman dans la marine marchande. En 1853, il effectue deux voyages en Australie. Après la guerre de Crimée, il prend part en 1857, comme maître d'équipage, au voyage de Francis Leopold McClintock sur le Fox, à la recherche de l'expédition Franklin perdue depuis 1845. Jane Franklin le remerciera vivement de ses services.
En 1875, il achète le Pandora pour partir de nouveau à la recherche de l'expédition Franklin. Parti de Southampton en juin 1875, il ne parvient pas à passer le détroit de Peel pris par les glaces et en 1876, voyage dans l'Arctique pour ravitailler l'expédition de George Nares. Il est anobli au retour en récompense de ses services. En 1878, James Gordon Bennett lui rachète son navire qui prend alors le nom de Jeannette et deviendra tragiquement célèbre.
En 1881, il part à la recherche de Benjamin Leigh Smith, disparu en Terre de François-Joseph et retrouve l'expédition qui a perdu son navire, brisé par les glaces le 21 août 1881. 
En 1885, il participe encore à une mission au Soudan et en 1886-1887, ne parvient pas à réunir les crédits suffisants pour une expédition en Antarctique.